# Dekanat Bartoszyce
Dekanat Bartoszyce – jeden z 21 dekanatów w rzymskokatolickiej archidiecezji warmińskiej.

## Parafie
W skład dekanatu wchodzi 12 parafii:
- parafia św. Brata Alberta – Bartoszyce
- parafia św. Brunona – Bartoszyce
- parafia św. Jana Apostoła i Ewangelisty – Bartoszyce
- parafia św. Jana Chrzciciela – Bartoszyce
- parafia św. Maksymiliana Kolbe – Bezledy
- parafia Wniebowzięcia Najświętszej Maryi Panny – Galiny
- parafia Świętych Apostołów Piotra i Pawła – Lipica
- parafia Najświętszej Maryi Panny Szkaplerznej – Lwowiec
- parafia Chrystusa Króla – Sątoczno
- parafia św. Michała Archanioła – Sępopol
- parafia św. Antoniego Opata – Wozławki
- parafia Narodzenia Najświętszej Maryi Panny – Żydowo

Na terenie dekanatu istnieje wojskowa parafia personalna św. Jana XXIII Papieża w Bartoszycach należąca do dekanatu Wojsk Lądowych Ordynariatu Polowego Wojska Polskiego

## Historia
Do 15 września 2022 roku w skład dekanatu wchodziło 9 parafii:
- parafia św. Brata Alberta – Bartoszyce
- parafia św. Brunona – Bartoszyce
- parafia św. Jana Chrzciciela – Bartoszyce
- parafia św. Jana Ewangelisty i MB Częstochowskiej – Bartoszyce
- parafia św. Maksymiliana Kolbego – Bezledy
- parafia Wniebowzięcia NMP – Galiny
- parafia Podwyższenia Krzyża Świętego – Sułowo
- parafia św. Antoniego Opata – Wozławki
- parafia Narodzenia Najświętszej Maryi Panny – Żydowo

W wyniku reorganizacji do dekanatu dołączyły parafie:
- parafia św. Bartłomieja w Jezioranach z dekanatu Jeziorany
- parafia św. Michała Archanioła w Purdzie z dekanatu Olsztyn V – Kormoran
- parafia św. Jana Chrzciciela w Giławach z dekanatu Pasym

## Sąsiednie dekanaty
Biskupiec Reszelski, Górowo Iławeckie,Lidzbark Warmiński, Reszel, Sępopol.